# Cyclosorus oligophyllus
Cyclosorus oligophyllus är en kärrbräkenväxtart som först beskrevs av William Ralph Maxon, och fick sitt nu gällande namn av Alexander Curt Brade. Cyclosorus oligophyllus ingår i släktet Cyclosorus och familjen Thelypteridaceae. Inga underarter finns listade.